# Taiyo no Shisha Tetsujin 28-go
New Tetsujin-28 (яп. 太陽の使者 鉄人28号 Тайё но Сиса Тэцудзин Нидзю:хати-го:, «Новые приключения железного человека 28») (в США выпущен как «Новые приключения Гигантора») — аниме сериал, цветной сиквел оригинального сериала Tetsujin 28-go. Премьера состоялась 2 октября 1980 года; последняя серия вышла 25 сентября 1981 года на японском канале Nippon Television. В США сериал транслировался на канале Syfy Universal с 9 сентября 1993 года по 30 июнь 1997 года. В январе 2012 года появилась новость о том, что New Tetsujin-28 будет включён в Super Robot Wars Z2: Regeneration Chapter.
В основном сюжет не изменился, однако действие происходит в другом времени, а также появляются новые персонажи.

## Сюжет
Действие сериала происходит в начале XXI века. Человечество значительно продвинулось в области науки и техники. В секретной лаборатории решают создать нового робота Тэцудзин 28, более крупного, мощного и быстрого. Однако после смерти профессора, робот по наследству достаётся сыну Сётаро Канэда. Вместе с ним главный герой ведёт борьбу против преступности и вражеских роботов.

## Персонажи
- Сётаро Канэда (яп. 金田 正太郎 Канэда Сэтаро)

Главный герой, сын покойного профессора Канэда. Очень привязан к своему роботу. В Токио широко известен как детектив. Умеет водить машину. В данном сиквеле выглядит как подросток, хотя в оригинале был десятилетним мальчиком. Сэйю: Ямада Эйко
- Профессор Сикисима (яп. 敷島 博士 Сикисима-хакасэ)

Бывший ассистент покойного профессора Канэда, а также наставник и защитник Сётаро. Очень серьёзно относится ко своей работе и обязанностям. Женат и имеет сына по имени Тэцуо. Сэйю: Ёсио Канэути
- Инспектор Оцука (яп. 大塚 署長 Оцука-сётё):

Главный комиссар Токийской полиции. Очень добрый человек, полный энтузиазма. Однако не серьёзно относится ко своей работе. Лучший друг Сикисимы. Сэйю: Томита Косэй
- Кэндзи Мурасамэ (яп. 村雨 健次 Мурасамэ Кэндзи):

Бывший офицер разведки, является лидером преступный организации и пытается отомстить сыну профессора за двоих убитых братьев. В оригинале был положительным персонажем. 

## Озвучивали
- Хисамура, Эйко — Сётаро Канэда
- Икуко, Тани — Утако Сикисима
- Ёсио, Канэути — доктор Сикисима
- Томита, Косэй — инспектор Оцука
- Кумико, Такидзава — Макико Сикисима
- Икуо, Насикава — Робби
- Тода, Кэйко — принц Гула
- Уцуми, Кэндзи — космический король-демон
- Осаму, Кабояси — Бранч
- Согабэ, Кадзуюки — рассказчик